# Teodoro Parsacuteno
Teodoro Parsacuteno in greco Θεόδωρος Παρσακουτηνός?, Theodoros Parsakoutenos (fl. X secolo) è stato un generale bizantino negli anni '60 del X secolo e nipote dell'imperatore Niceforo II Foca.

## Biografia
Il cognome della famiglia (erroneamente scritto Παρσακουντηνός, Parsakountenos, in alcuni manoscritti) deriva dalla località di “Parsakoute” (Παρσακούτη). Suo padre, Teodulo Parsacuteno, sposò una gentildonna del potente clan dei Foca, apparentemente figlia del generale di Barda Foca il Vecchio, padre del generale e futuro imperatore Niceforo II Foca (regnante nel 963-969). Teodoro aveva due fratelli (probabilmente più giovani), Barda e Niceforo.
Teodoro è menzionato per la prima volta nel 962, periodo in cui aveva il titolo di patrikios e la carica di strategos di un thema sconosciuto. Intraprese un'incursione nei domini hamdanidi intorno a Manbij con una forza di 1 000 (secondo Abū Firās) o 1 300 (secondo Ibn Zafir) cavalieri. Il governatore locale degli Hamdanidi, Abu Firas, guidò una forza di 70 soldati con cui sconfisse un distaccamento degli uomini di Teodoro, recuperando il bottino che avevano preso, ma al suo ritorno a Manbij,  Abū Firās fu catturato e portato come prigioniero a Costantinopoli. Teodoro cercò di far scambiare il suo prigioniero, un cugino dell'emiro hamdanide di Aleppo, Sayf al-Dawla, con suo padre e uno dei suoi fratelli, catturati a Adata nel 954, ma apparentemente senza successo fino al 966, quando Abū Firās e altri prigionieri arabi furono scambiati con i bizantini in possesso degli hamdanidi.
Poco dopo, nel dicembre 962, Niceforo Foca, allora ancora comandante in capo (Domestikos tōn scholōn) dell'esercito bizantino, avanzò su Aleppo, conquistando la città bassa ma non la cittadella, che continuò a resistere. Teodoro è forse identificabile come lo sconosciuto nipote di Foca che, di sua iniziativa, attaccò la cittadella, ma fu ucciso da un soldato Daylamita. Quando la sua testa mozzata fu portata a Foca, quest'ultimo avrebbe decapitato 1 200 prigionieri arabi.
Se non fu ucciso nel 962, è probabile che abbia partecipato, insieme ai suoi fratelli, alla fallita ribellione del cugino Barda Foca il Giovane nel 970 contro Zimisce (regno 969-976). I Parsakoutenoi cercarono di raccogliere consensi per Foca a Cesarea, ma lo abbandonarono non appena l'esercito imperiale guidato da Barda Sclero si avvicinò.